# 自然の生存権
自然の生存権（しぜんのせいぞんけん）とは、動物や植物、生態系、地形などの人間以外の自然にも生存の権利があり、人間はそれを守る義務があるという考え方。環境問題を考える上では、環境倫理学の3つの基本主張の1つに位置づけられる。人間における生存権に近いが、その遵守は人間に比べて厳格ではない。
生物や生態系に土地や景観などを加え、自然保護に関する問題を解決する手段として特化したものを自然の権利と呼ぶ。また、生物に関して種差別の撤廃といった非常に強い権利主張を行うのが動物の権利の考え方である。ここでは、これらとは異なる、一般的に受け入れられた「自然の有する権利」について述べる。
自然と人間の関係を規定する考え方は「自然の生存権」の他に、「自然と人間の共生」という言葉でまとめられることもある。　ナショナルトラスト運動も関係している。

## 「自然の生存権」の考え方の根源
人間だけに生存権が認められ、自然物に生存権が認められないのでは、生存権の有無により人間が優先されて自然破壊が正当化されるが、自然の生存権を認めればこの抑制につながるという考え方。人間中心主義に対して生まれた非人間中心主義の考え方の1つともされる。
また、他の解釈もある。
- 人間は古くより自分以外の生命を尊重し守ろうという考え方を持っており、その自然愛護や動物愛護の考え方が思想として確立され、権利として定義されたのが自然の生存権である。
- 権利（人権）の対象が、一部の特権階級から一般市民へ、そしてすべての人種・民族へと拡大されてきた歴史的経緯の流れの中で、その対象が自然にまで拡大されたものが自然の生存権である。

環境倫理学のほかの考え方との関係は次のようになる。ひとりひとりの人間は、さまざまな事物に経済的価値、健康・快楽といった幸福などの、価値を認めている。それは各人間や人類全体が幸福に生きていくという目的につながる。この達成において、環境問題は足かせとなる。そこで、自然や資源に価値を認めてそれを守るという目的を見出し、2つの価値や目的を比較しながら考え行動していくことで、足かせを無くそうというのが「自然の生存権」や「地球有限主義」である。そして、これらを長期的視点で考えようというのが「世代間倫理」である。

## どこまで自然の権利は認められるか?
環境保護という考え方からは離れるが、一般的な倫理や道徳として、身近な動物への残虐な扱いが広くタブー視されているように、「動物の生存権」はある程度受け入れられている。また、生態学的観点から、絶滅の危機にある動物などを保護すべきという考えもあるが、これも広く受け入れられている。
これを身近でない動物や植物などの生物にまで拡大すると、食用など人間が必要とする範囲外で生物を保護すべきという、一般的な動物保護の考え方に行き着く。
そして、これを生態系全体に拡大すると、生物相互のバランスを保護する考え方になる。ここまでは、ある程度広く受け入れられていると考えられる。
さらに、生態系に加えて地形や景観などの固有の自然をその対象に加えると、ここで言う「自然の生存権」になる。この時点で、地形や景観などは生物とは異なり生命を持たないので、その議論が生まれる。
ここで地形や景観に生存権を認めるにあたって、いくつかの考え方が出てきた。人間にとって有用かどうか・害益があるかどうかということではなく、地形や景観自身が内在的価値を持つからという理由が主張された。一方で、現実を重視し、人間にとっての価値や人間との関わりから道具的価値を持つからという理由も主張された。両者は現在も意見の分かれるところであり、どちらかを根拠として用いるのは難しい。そこで、必要以上に自然を開発しない程度の保全、希少生物の保全、あるいは人間への悪影響を防ぐための保全などに限定して、自然の権利を認める考え方が受け入れられるようになった。
しかし、人間と自然（環境）の利害が衝突するところでは、この権利の認められる範囲が揺らぐことも多い。また、これ以上に権利を拡大しようとする考えもあるが、人間の活動への制約が大きくなることなどから、異論が大きくなってくる。